# إدوارد إينغيرسول
إدوارد إينغيرسول (بالإنجليزية: Edward Ingersoll) هو كاتب أمريكي، ولد في 2 أبريل 1817، وتوفي في 19 فبراير 1893.